# Kidderminster Harriers Football Club
Il Kidderminster Harriers Football Club è un club calcistico inglese di Kidderminster.
Esso milita in National League, la quinta divisione inglese.

## Storia
Il club fu fondato nel 1886 a partire da un preesistente club di atletica e rugby che era stato fondato nel 1877. Nel 1890 il club si fuse con l'altro club cittadino dei Kidderminster Olympic, che, insieme agli Harriers, nel 1889 era stato tra i club fondatori della Birmingham and District League. Nel 1939 il club lasciò il campionato per trasferirsi nella più importante Southern Football League (che era de facto uno dei principali campionati non-League inglesi dell'epoca, pur non esistendo un formale meccanismo di promozione nella Football League), ma dopo sole 2 partite i campionati furono interrotti per via dello scoppio della Seconda guerra mondiale.
Nel dopoguerra il club continuò a militare in Southern League; nel 1949 con 9155 spettatori in una partita di FA Cup contro l'Hereford Utd venne stabilito il record di affluenza (tuttora imbattuto) ad una partita degli Harriers, che inoltre sempre in FA Cup, nella stagione 1951-1952, ospitarono la prima partita in notturna di sempre nella storia della competizione grazie all'installazione dei fari all'Aggborough Stadium, pionieristica per l'epoca.
Gli Harriers continuarono a giocare nella Southern League fino al termine della stagione 1982-1983, nella quale furono promossi in Alliance Premier League (un campionato fondato all'inizio della stagione 1979-1980 dai migliori club della Northern Premier League e della Southern Football League che divenne de facto una sorta di quinta serie nazionale a girone unico nonché il principale campionato nazionale inglese al di fuori della Football League, sebbene fino alla stagione 1986-1987 non fosse formalmente prevista una promozione automatica in Fourth Division per la vincitrice del campionato). Negli anni seguenti il club milita stabilmente in questa categoria (nel frattempo rinominata Conference National), vincendo tra l'altro un FA Trophy (la principale coppa nazionale inglese per club al di fuori della Football League) nella stagione 1986-1987 (giocherà e perderà poi le finali del medesimo torneo nelle stagioni 1990–1991 e 1994–1995). In questi anni inoltre il club viene talvolta invitato a partecipare alla Coppa del Galles, in cui raggiunge per 2 volte la finale, perdendo in entrambe le occasioni, rispettivamente contro Wrexham (dopo un replay) e Swansea City.
Una delle stagioni di maggior successo della storia del club è però la 1993-1994: oltre a vincere il campionato (non venendo prò promossi), gli Harriers raggiungono infatti il quinto turno (ottavi di finale) della FA Cup 1993-1994, eliminando nell'ordine Chesham United, Kettering Town, Woking e soprattutto il Birmingham City, club di seconda divisione (nonché uno dei principali club nelle vicinanze di Kidderminster, dato che le due città distano circa 30 km), battuto sul suo campo col punteggio di 2-1 davanti a più di 20000 spettatori; in seguito nel quarto turno gli Harriers eliminarono il Preston N.E., salvo poi soccombere nel quinto turno contro il West Ham Utd, club di prima divisione.
La prima promozione in quarta divisione (e quindi l'ammissione per la prima volta nella loro storia nella Football League dopo oltre un secolo di storia) arriva al termine della stagione 1999-2000, nella quale il club vince la Conference National per la seconda volta nella sua storia; per i seguenti 5 campionati gli Harriers giocano quindi in quarta divisione, retrocedendo nuovamente in Conference National al termine della stagione 2004-2005. Nella stagione 2012-2013 vanno vicini al ritorno nella Football League, piazzandosi al secondo posto in classifica e successivamente perdendo la semifinale play-off; nella stagione 2006-2007 raggiungono inoltre nuovamente la finale di FA Trophy (perdendola per la terza volta su 4 finali disputate in questa coppa; nella stagione 2009-2010 raggiungerà invece nuovamente la semifinale di questa coppa), che risultò essere la prima finale (di qualsialsi competizione) ad essere giocata nel nuovo Wembley Stadium. Al termine della stagione 2015-2016 arriva invece una retrocessione in National League North (sesta divisione), seguita da un secondo posto l'anno seguente nella nuova categoria, con un'altra sconfitta nelle semifinali play-off.

## Stadio
Il Kidderminster gioca le partite interne all'Aggborough Stadium, impianto con una capienza di 6444 spettatori (di cui 3140 posti a sedere).

## Allenatori
- Jan Mølby (1999-2002)
- Jan Mølby (2003-2004)
- Andy Thorn (2014)
- John Eustace (2016-2018)
- James Francis Edward O'Connor (2019) Interim

## Palmarès

### Competizioni nazionali
- National League: 2

1993-1994, 1999-2000
- FA Trophy: 1

1986-1987
- Conference League Cup: 1

1996-1997
- Southern Football League Cup: 1

1979-1980

### Competizioni regionali
- Birmingham Senior Cup: 7

1933–1934, 1934–1935, 1937–1938, 1945–1946, 1963–1964, 1964–1965, 1966–1967
- Worcestershire Senior Cup: 27

1895–1896, 1903–1904, 1920–1921, 1931–1932, 1934–1935, 1935–1936, 1936–1937, 1965–1966, 1966–1967, 1968–1969, 1970–1971, 1971–1972, 1978–1979, 1982–1983, 1984–1985, 1985–1986, 1988–1989, 1989–1990, 1990–1991, 1992–1993, 1997–1998, 1998–1999, 1999–2000, 2001–2002, 2009–2010, 2014–2015, 2016–2017
- Staffordshire Senior Cup: 4

1980–1981, 1982–1983, 1983–1984, 1984–1985

### Altri piazzamenti
- National League:

Secondo posto: 1996-1997, 2012-2013
Terzo posto: 1985-1986
- National League North:

Secondo posto: 2016-2017
Terzo posto: 2024-2025
- Southern Football League:

Secondo posto: 1982-1983
- Coppa del Galles:

Finalista: 1985–1986, 1988–1989
- Birmingham Senior Cup:

Finalista: 1929-1930, 1965-1966
- Conference League Cup:

Finalista: 1988-1989